# Tyria ortrudae
Tyria ortrudae là một loài bướm đêm thuộc phân họ Arctiinae, họ Erebidae.